# The Young Person's Guide to the Orchestra
The Young Person's Guide to the Orchestra, en català traduït com a Guia d'orquestra per a joves és una composició orquestral de Benjamin Britten, que porta com a subtítol Variacions i fuga sobre un tema de Purcell. Va ser encarregada originalment per a un documental educatiu anomenat Els instruments de l'orquestra, dirigit per Muir Mathieson i amb l'Orquestra Simfònica de Londres dirigida per Malcolm Sargent.
L'obra és una de les peces més conegudes del compositor, i sovint s'associa amb dues altres obres en el context de l'educació musical per a nens: El carnaval dels animals, de Camille Saint-Saëns i Pere i el llop, de Sergei Prokofiev.
En paraules del mateix compositor, aquesta obra, "va dedicada afectuosament als fills de John i Jean Maud: Humphrey, Pamela, Caroline i Virginia, per a la seva edificació i l'entreteniment".

## Instrumentació
La guia d'orquestra per a joves està orquestrada per a gran orquestra amb els següents instruments:
- Instruments de vent: piccolo, 2 flautes, 2 oboès, 2 Clarinets en si bemoll i en la i 2 fagots
- Instruments de metall: 4 trompes en fa, 2 trompetes en do, 3 trombons (2 tenors i 1 baix), i una tuba baix
- Percussió: timbales, bombo, platerets, pandero, triangle, caixa, caixa xinesa, xilòfon, castanyoles, tamtam i fuet
- Cordes: arpa, primers i segons violins, violes, violoncels i contrabaixos

## Estructura
L'obra està basada en el Rondeau de la música incidental que Henry Purcell va compondre per a l'obra de teatre Abdelazer de l'escriptora anglesa Aphra Behn i, d'acord amb el pla de la pel·lícula documental original, la seva estructura està pensada per mostrar els timbres i les capacitats de les diferents seccions de l'orquestra.
En la introducció, el tema inicialment és interpretat per tota l'orquestra i a continuació, per cada gran família instrumental de l'orquestra: primer els instruments de vent-fusta, a continuació, els metalls, després les cordes, i, finalment, per la percussió. Cada una de les variacions que venen a continuació, ens presenta individualment cada un dels instrument, en el mateix ordre de la presentació de les famílies, i generalment dels instruments més aguts als més greus de la família. Així, per exemple, la primera variació presenta el flautí i les flautes, a continuació una variació per cada un dels instruments del vent-fusta fins a arribar al fagot; i així successivament, a través de les cordes, el metall, i finalment la percussió.
Després que tota l'orquestra hagi intervingut amb la seva pròpia variació, tornen a aparèixer cada un dels instruments en una fuga, amb un tema original, que s'inicia amb el flautí, seguit per tot el vent de fusta, cordes, metalls i percussió al seu torn. Quan tothom ha entrat, reapareix el tema de Purcell, precedit d'un cop del gong i tocat pel metall al complet.

## Narració
La narració de la pel·lícula documental va ser escrita per Eric Crozier, el productor de la primera producció de l'òpera de Britten, Peter Grimes i a vegades se'n fa càrrec el director de l'orquestra o bé se n'encarrega un locutor a part durant l'execució de la peça. El compositor també va organitzar una versió sense narració, que és la que s'enregistra més sovint.
Per a la celebració del centenari del naixement de Britten, el 2013, Simon Butteriss va escriure una nova narració per ser interpretada al Festival d'Aldeburgh, que va ser retransmesa en directe pel presentador de la CBBC Johny Pitts, amb l'Orquestra Simfònica de la BBC.